# Opladen

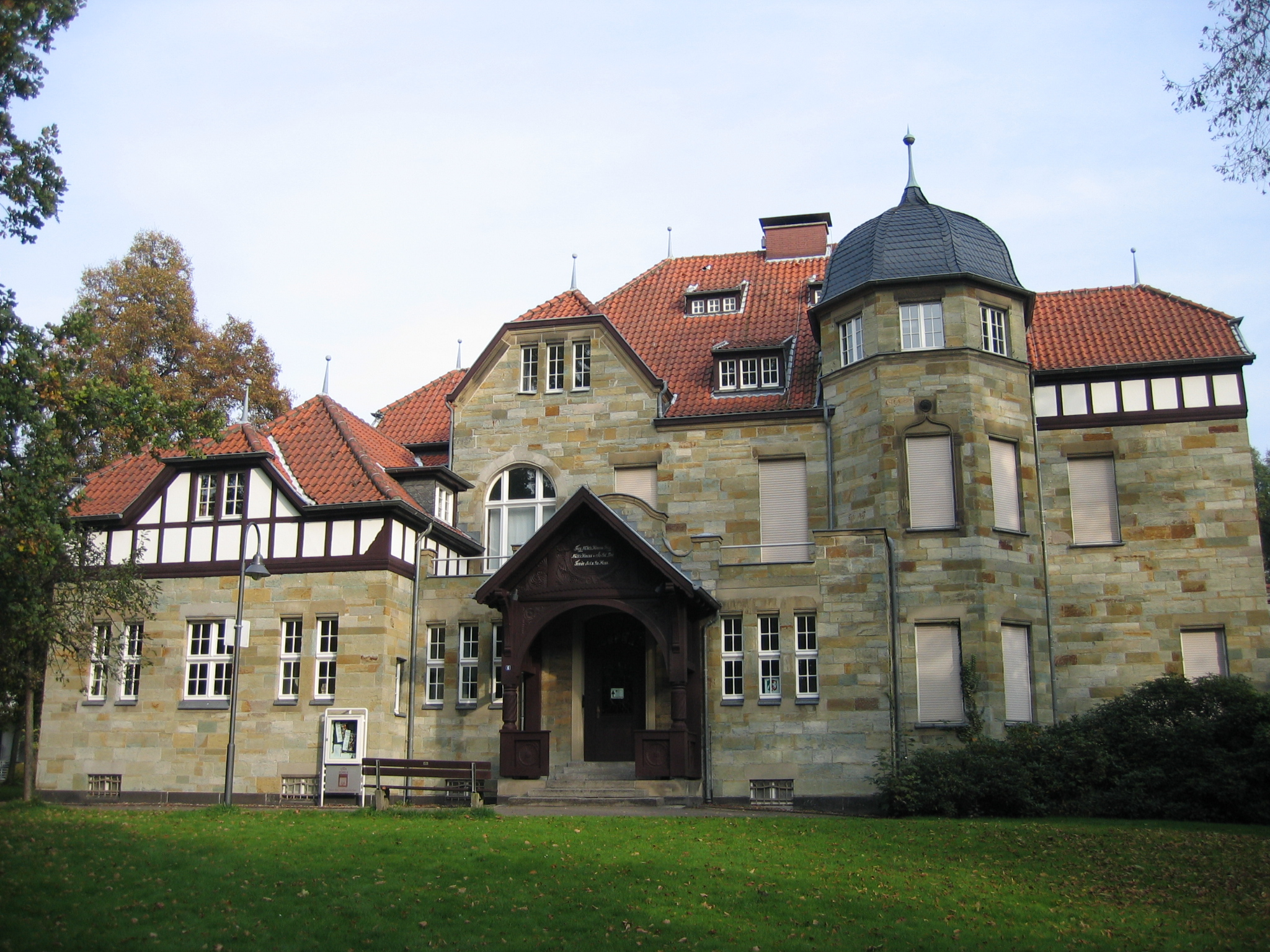
Villa Römer

Opladen, nu een district van Leverkusen, was tot 1975 de hoofdstad van het Rhein-Wupper-Kreis. Het telde 6338 inwoners in 1905 en 42000 in 1975. Het district heeft enkele evangelische en rooms-katholieke kerken.

## Mobiliteit
Opladen ligt 15 km ten noordoosten van Keulen, op de spoorlijn naar Wuppertal. Het district ligt ook aan de Bundesautobahn 3.

## Geschiedenis
Vroeger waren er een ververij, een dynamietfabriek, een drukkerij en een spoorwegwerkplaats aanwezig. Er werden ook indigoproducten gemaakt. Voordat het deel werd van Pruisen behoorde het tot het hertogdom Berg.